# Odontopera fenestrata
Odontopera fenestrata là một loài bướm đêm trong họ Geometridae.